# پایگاه نیروی هوایی سولور
پایگاه نیروی هوایی سولور (به انگلیسی: Sulur Air Force Base) یک فرودگاه نظامی است که یک باند فرود آسفالت دارد و طول باند آن ۲۵۱۶ متر است. این فرودگاه در شهر کویمباتور کشور هند قرار دارد و در ارتفاع ۳۸۱ متری از سطح دریا واقع شده است.